# دولة بي
دولة بي هي قرية في مقاطعة سردشت، إيران. يقدر عدد سكانها بـ 142 نسمة بحسب إحصاء 2016.